# Abacetus elongatus
Abacetus elongatus es una especie de escarabajo terrestre de la subfamilia Pterostichinae.  Fue descrito por Laferte-Senectere en 1853. 